# High Society (band)
High Society is de naam van een Britse band van ex-leden van Velvet Opera, Strawbs, Hudson Ford en The Monks: John Ford en Richard Hudson. Nadat de punkbeweging haar hoogtepunt had bereikt, gooiden Ford, Hudson en Cassidy het weer over een andere boeg: muziek uit de jaren dertig. Hun enige album met gelijke naam wordt volgespeeld met ex- en toekomstige leden van Strawbs.

## Musici
- Terry Cassidy – zang, klarinet
- John Ford – gitaar, zang
- Richard Hudson – basgitaar, slagwerk, zang;
- Jenny Ford – zang
- Brian Willoughby – gitaar, zang;
- Chris Parren – toetsen

aangevuld met Huw Gower, gitaar; Mike O'Donnell, toetsen en Judy Bailey, zang.

## Composities
1. Gotta get out of this rut
2. I never go out in the rain
3. A talk with your father
4. Late late train
5. Dancing in the moonlight
6. Top hat and tails
7. Mama said
8. Paper cup
9. Madge (*)
10. I shouldn't fall in love with you
11. I can sing high
12. Walking down the strand
13. Private eye
14. Beautiful evening
15. All my life I give you nothing
16. Powder blue
17. Dance til dawn

Allen door Ford, Hudson en Cassidy, behalve (*) alleen door Ford en Hudson.